# Henry Bonneaud
Die Henry Bonneaud war ein Küstenmotorschiff, welches 1951 von der Werft De Hoop in Lobith/Rijnwaarden, Niederlande als River City für die Wanganui Shipping Co Ltd in Wellington/Neuseeland gebaut wurde.

## Geschichte
Die River City fuhr zwischen 1951 und 1964 für Wanganui Shipping im neuseeländischen Küstendienst.
1964 wurde das Schiff an die Holm Shipping Co Ltd in Wellington/Neuseeland verkauft und in Holmbrae umbenannt. Als sich herausstellte, das die Holmbrae für den geplanten Zweck ungeeignet war, wurde sie 1966 an Captain A. R. Rudsen verkauft und in Paulmarkson umbenannt. Die Paulmarkson wurde nach Port Vila/Vanuatu verbracht und von dort aus im Coprahandel und Zubringerdienst zwischen den Inseln eingesetzt. 1969 wurde das Schiff an Comptoirs Francais des Nouvelles-Hebrides in Port Vila weiterveräußert und unter dem letzten Namen Henry Bonneaud (nicht Henri Bonneaud, wie in einigen Quellen geschrieben) bis ca. 1985/86 weiter im Inseldienst beschäftigt.

## DieHenry Bonneaudals künstliches Wrack
Nachdem die Henry Bonneaud zum Ende ihrer Dienstzeit keine Erneuerung der Schiffsklasse mehr erhalten hatte, wurde sie 1989 durch Kevin Green von Aquamarine Diving erworben, der sie am 19. Dezember 1989 bei Bokissa Island, Luganville Bay, Vanuatu, als künstliches Wrack versenkte. Heute können Tauchausflüge zur Henry Bonneaud, welche in etwa 40 Metern Wassertiefe liegt, unternommen werden.